# كمال سليم
كمال سليم (1913 - 1945) مخرج سينمائي من مصر من مواليد في القاهرة، وعمل في الثلاثينات مع المخرج أحمد بدرخان في استوديو مصر، ثم عمل في الإخراج فجأة فقدم فيلم «وراء الستار».
وقدم بعد ذلك فيلم «العزيمة» الذي اثار اهتماهم النقاد والمشاهدين فكان أول فيلم واقعى في تاريخ السينما المصرية، ولم تكن افلامه الأخرى: «شهداء الغرام» و«ليلة الجمعة» و«البؤساء»، عن رواية فيكتور هوجو التي ترجمها حافظ إبراهيم في العشرينات و«حنان» في مثل هذا المستوى الفنى، ولكن تجربة كمال سليم لم تستطع ان تتطور حيث توفى فجأة في عام 1945 عن اثنين وثلاثيين عاما، عندما كان يعمل في إخراج فيلم «ليلى بنت الفقراء».

## فيلموجرافيا
*مونتاج | تأليف | إخراج
1. قصة غرام
فيلم 1945
قصة وسيناريو وحوار
2. ليلى بنت الفقراء
فيلم 1945
سيناريو وحوار
3. ليلة الجمعة
فيلم 1945
مؤلف
4. المظاهر
فيلم 1945
قصة وسيناريو وحوار
5. شهداء الغرام
فيلم 1944
سيناريو وحوار
6. حنان
فيلم 1944
مؤلف
7. البؤساء
فيلم 1943
*إخراج (12 عمل)
1. قصة غرام
فيلم 1945
مخرج
2. ليلة الجمعة
فيلم 1945
مخرج
3. المظاهر
فيلم 1945
مخرج
4. شهداء الغرام
فيلم 1944
مخرج
5. حنان
فيلم 1944
مخرج
6. البؤساء
فيلم 1943
مخرج
7. قضية اليوم
فيلم 1943
مخرج
8. أحلام الشباب
فيلم 1942
مخرج
9. إلى الأبد
فيلم 1941
مخرج
10. العزيمة
فيلم 1939
مخرج
11. الدكتور
فيلم 1939
قصة سيناريو فيلم الدكتور
12. وراء الستار
فيلم 1937
مخرج

## وصلات خارجية
- كمال سليم على موقع IMDb (الإنجليزية)
- كمال سليم على موقع الدهليز
- كمال سليم على موقع قاعدة بيانات الأفلام العربية
- كمال سليم على موقع قاعدة بيانات الفيلم (الإنجليزية)